# 郭村泰山庙大殿
35°17′03″N 111°03′30″E / 35.28417°N 111.05833°E
郭村泰山庙大殿位于中国山西省运城市盐湖区上王乡郭村，2006年被列为第六批全国重点文物保护单位。
郭村泰山庙始建年代不详，现仅存大殿一座，为元代建筑。大殿坐北朝南，面阔五间，进深六椽，硬山顶，前檐斗栱为四铺作单下昂，梢间无补间铺作，梁架结构为四椽栿对后乳栿用三柱。